# Lee Bong-ju
Lee Bong-ju (Cheonan, 11 ottobre 1970) è un ex maratoneta sudcoreano, vincitore della medaglia d'argento ai Giochi olimpici di Atlanta 1996.

## Biografia
Divenne noto a livello internazionale nel 1993, quando vinse il campionato sudcoreano di maratona e la maratona di Honolulu. Dopo la medaglia conquistata ai Giochi olimpici di Atlanta 1996, si aggiudicò nello stesso anno la maratona di Fukuoka, impresa che lo portò al primo posto del ranking mondiale.
Nel 1998 Lee abbassò il record nazionale a 2h07'44" giungendo secondo alla maratona di Rotterdam; più avanti quell'anno fu oro ai Giochi asiatici. Nel 2000 migliorò ancora il record sudcoreano, portandolo a 2h07'20" giungendo secondo alla maratona di Tokyo, piazzamento replicato a Fukuoka.
Risale al 2001 il suo successo alla maratona di Boston, mentre l'anno successivo difese vittoriosamente il titolo dei Giochi asiatici.

## Palmarès
| Anno | Manifestazione  | Sede        | Evento   | Risultato | Prestazione | Note |
| ---- | --------------- | ----------- | -------- | --------- | ----------- | ---- |
| 1995 | Mondiali        | Göteborg    | Maratona | 22º       | 2h20'31"    |      |
| 1996 | Giochi olimpici | Atlanta     | Maratona | Argento   | 2h12'39"    |      |
| 1998 | Giochi asiatici | Bangkok     | Maratona | Oro       | 2h12'32"    |      |
| 2000 | Giochi olimpici | Sydney      | Maratona | 24º       | 2h17'57"    |      |
| 2001 | Mondiali        | Edmonton    | Maratona | dnf       | dnf         |      |
| 2002 | Giochi asiatici | Pusan       | Maratona | Oro       | 2h14'04"    |      |
| 2003 | Mondiali        | Saint-Denis | Maratona | 11º       | 2h10'38"    |      |
| 2004 | Giochi olimpici | Atene       | Maratona | 14º       | 2h15'33"    |      |
| 2008 | Giochi olimpici | Pechino     | Maratona | 28º       | 2h17'56"    |      |

## Altre competizioni internazionali
1998
- Argento alla Maratona di Rotterdam ( Rotterdam) - 2h07'44"

2000
- Argento alla Maratona di Tokyo ( Tokyo) - 2h07'20"

2001
- Oro alla Maratona di Boston ( Boston) - 2h09'43"
- 4º alla Milano Marathon ( Milano) - 2h09'11"

2002
- 5º alla Maratona di Boston ( Boston) - 2h10'30"

2003
- 7º alla Maratona di Londra ( Londra) - 2h08'10"

2005
- 11º alla Maratona di Berlino ( Berlino) - 2h12'19"

2007
- 7º alla Maratona di Chicago ( Chicago) - 2h17'29"